# Шариський Щавник
Шариський Щавник (словац. Šarišský Štiavnik) — село в Словаччині, Свидницькому окрузі Пряшівського краю. Розташоване в північно-східній частині Словаччини в долині річки Радомки.
Уперше згадується у 1567 році.

## Пам'ятки
У селі є греко-католицька церква святого Архангела Михаїла з 1928 року збудована у стилі українського бароко. З 1963 року разом з дерев'яною дзвіницею національна культурна пам'ятка, Іконостас та престол з 18. ст. були перенесені із старої дерев'яної церкви з 1773 р., яку було знесено. У названому старому храмі зберігалося Євангеліє, видане у Львові у 1690 р., в якому місцевий парох на ім'я Михайло зробив запис про свою подорож до Дніпра:
«Азъ іереи Андреи припливъ Днѣпрову воду и глубину і глубины измѣпивъ днѣпровы, и паки возвратився во свояси страны, и припливъ нарицаемого Щавника до сто арх[анге]ла Михаила с [вя]тыхъ безпло(т)[ны]хъ. Року божиго 1715, мѣсяца мая, 9 дня, постави(хъ) домъ сеи».

## Населення
| Рік:            | 1993 | 2003     | 2013    | 2023     |
| --------------- | ---- | -------- | ------- | -------- |
| Кількість осіб: | 259  | 298      | 289     | 249      |
| Різниця:        |      | +15,05 % | -3,02 % | -13,84 % |

| Рік:            | 2022 | 2023    |
| --------------- | ---- | ------- |
| Кількість осіб: | 251  | 249     |
| Різниця:        |      | -0,79 % |

В селі проживає 286 осіб.
Національний склад населення (за даними останнього перепису населення — 2001 року):
- словаки — 82,53 %
- русини — 14,38 %
- українці — 2,05 %
- чехи — 1,03 %

Склад населення за приналежністю до релігії станом на 2001 рік:
- греко-католики — 79,11 %,
- римо-католики — 18,49 %,
- православні — 0,68 %,
- не вважають себе віруючими або не належать до жодної вищезгаданої церкви- 1,71 %